# Карьерное (Херсонская область)
Карьерное (укр. Кар'єрне) — посёлок в Великоалександровской поселковой общине Бериславского района Херсонской области Украины.

## Население
В январе 1989 года численность населения составляла 594 человека.
На 1 января 2013 года численность населения составляла 376 человек.

### Языковой состав
Родной язык населения по данным переписи 2001 года:
| Язык       | Численность, чел. | Доля     |
| ---------- | ----------------- | -------- |
| Украинский | 461               | 93,70 %  |
| Русский    | 27                | 5,49 %   |
| Другое     | 4                 | 0,81 %   |
| Итого      | 492               | 100,00 % |

## История
В мае 1995 года Кабинет министров Украины утвердил решение о приватизации находившегося здесь известкового завода. В дальнейшем, государственное предприятие было преобразовано в открытое акционерное общество. В 2002 году было возбуждено дело о банкротстве завода.
С марта по начало октября 2022 года посёлок был оккупирован российскими войсками в ходе вторжения России в Украину.

## Местная власть
74100, Херсонская обл., Бериславский р-н, пгт Великая Александровка, ул. Свободы, 161.